# University of Charleston
Die University of Charleston ist ein privates College in Charleston (West Virginia). Einheimische nennen die Universität oft „UC“. Sie ist nicht mit dem Charleston’s College in Charleston (South Carolina) verwandt.

## Historisches

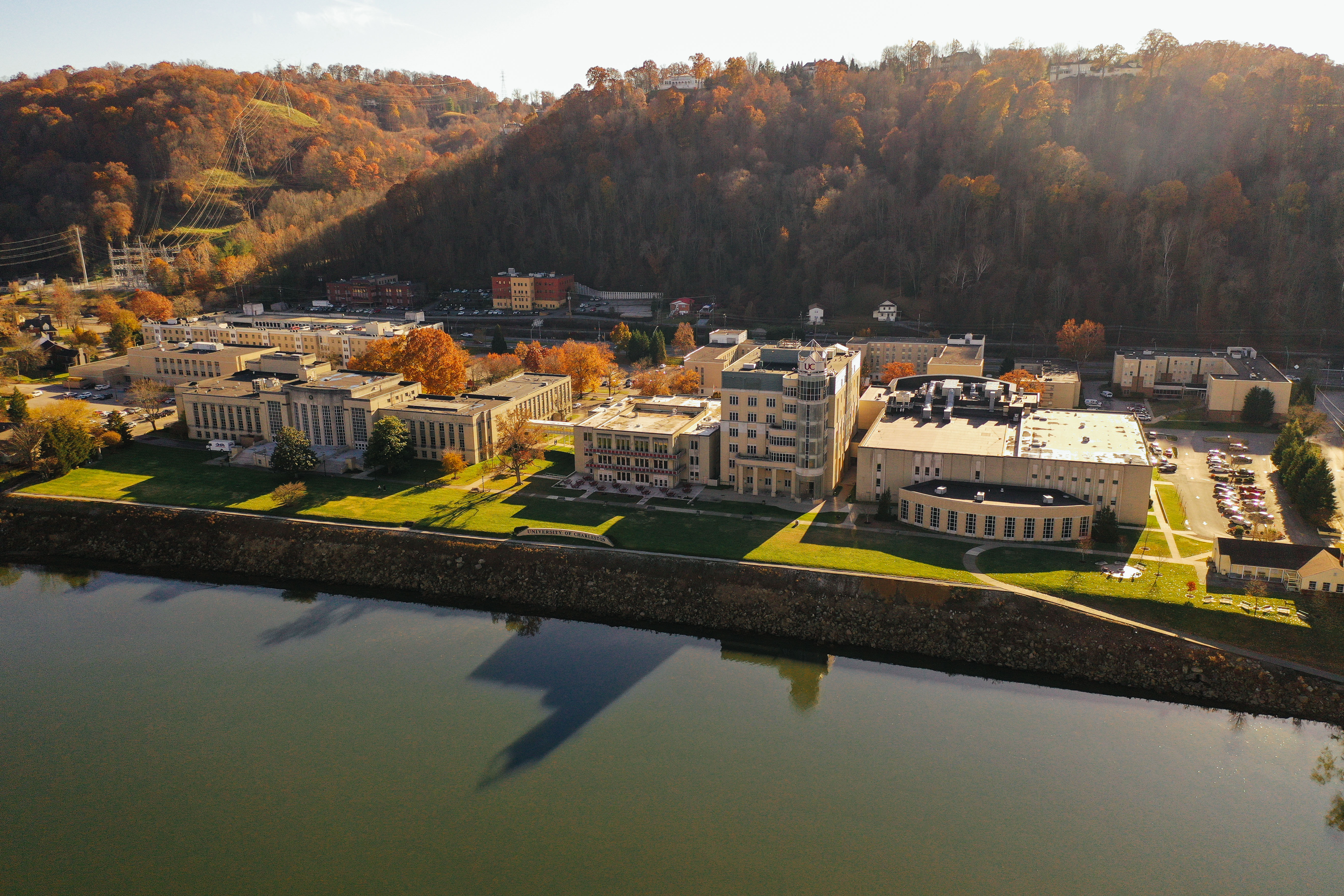
Die Universität von Charleston (2019), Drohnenbild über den Kanawha River hinweg aufgenommen

Die Schule wurde 1888 in Barboursville als Barboursville Seminary von der Südlichen Evangelisch-Methodischen Kirche gegründet.  1901 wurde sie zu Ehren eines Spenders in Morris Harvey College umbenannt.
1935 zog die Hochschule nach Charleston Downtown um, fusionierte mit dem Kanawha Junior College und wurde dem Mason College of Fine Arts and Music angeschlossen. 1942 wurde die Schule unabhängig von der Evangelisch-Methodischen Kirche. Fünf Jahre später, 1947, zog die Schule in ihre ursprüngliche Schulanlage im Stadtteil Kanawha City von Charleston zurück.
Das College geriet in den wirtschaftlich harten Zeiten der 1970er Jahre in eine Krise, in der über eine Verstaatlichung des Colleges nachgedacht wurde. Der Staat lehnte jedoch das Geschenk ab. Das Morris Harvey College benannte sich 1978 in Charleston University um.

## Zahlen zu den Studierenden und den Dozenten
Im Herbst 2021 waren 2.926 Studierende an der UC eingeschrieben. Davon strebten 2.162 (73,9 %) ihren ersten Studienabschluss an, sie waren also undergraduates. Von diesen waren 41 % weiblich und 59 % männlich; 2 % bezeichneten sich als asiatisch, 10 % als schwarz/afroamerikanisch, 6 % als Hispanic/Latino und 59 % als weiß. 764 (26,1 %) arbeiteten auf einen weiteren Abschluss hin, sie waren graduates. Es lehrten 239 Dozenten an der Universität, davon 117 in Vollzeit und 122 in Teilzeit. 2004 waren es etwa 1.000 Studierende gewesen.

## Sport
Die athletischen Teams von UC, bekannt als die Golden Eagles, spielen in der West Virginia Intercollegiate Athletic Conference in der NCAA in der 2. Liga.